# Richard Perry
Pour les articles homonymes, voir Perry.
Richard Van Perry, dit Richard Perry, né le 18 juin 1942 à New York et mort le 24 décembre 2024 à Los Angeles, est un producteur et musicien américain. Il devient notamment le producteur et collaborateur de Barbra Streisand, Ringo Starr et Diana Ross.

## Biographie

### Vie privée et mort
Richard Perry a été marié à l'actrice Rebecca Broussard de 1987 à 1988. Ils n'ont eu aucun enfant ensemble.
Lui et Jane Fonda ont eu une relation de 2009 à 2017.
Richard Perry meurt à l'hôpital de Los Angeles le 24 décembre 2024 d'une crise cardiaque à l'âge de 82 ans. Au moment de sa mort, il avait aussi la maladie de Parkinson.